# Rustningshamn
Rustningshamn este o arie protejată (arie specială de conservare — SAC, sit de importanță comunitară — SCI) din Suedia întinsă pe o suprafață de 22,7 ha, integral pe uscat.

## Localizare
Centrul sitului Rustningshamn este situat la coordonatele 55°55′27″N 12°47′50″E / 55.9243°N 12.7971°E.

## Înființare
Situl Rustningshamn a fost declarat sit de importanță comunitară în decembrie 1995 pentru a proteja un număr necunoscut de specii din flora spontană și fauna sălbatică aflate în arealul zonei. Situl a fost protejat și ca arie specială de conservare în martie 2011.

## Biodiversitate
Situată în ecoregiunile continentală și marină Atlantică, aria protejată conține 3 habitate naturale: Vegetație anuală la limita mareei, Mlaștini alcaline, Pajiști uscate seminaturale și facies de acoperire cu tufișuri pe substraturi calcaroase (Festuco-Brometalia) (* situri importante pentru orhidee).
La baza desemnării sitului se află un număr nedeclarat de specii protejate.